# Armando Franco
Armando Franco (Mesagne, 6 maggio 1922 – Oria, 15 dicembre 1997) è stato un vescovo cattolico italiano.
È stato vescovo di Melfi e Rapolla, vescovo di Venosa, vescovo di Oria e presidente nazionale della Caritas Italiana.

## Biografia
Nato a Mesagne il 6 maggio 1922, compì gli studi ginnasiali nel Seminario Diocesano di Ostuni e quelli liceali, filosofici e teologici nel Pontificio Seminario Regionale Pugliese "Pio XI" di Molfetta.
Il 13 luglio 1947 viene ordinato sacerdote nella Collegiata di Mesagne dall'arcivescovo di Brindisi Francesco de Filippis. Nei 29 anni di vita presbiterale ha insegnato nei licei ed è stato prima segretario e poi vicario generale dell'arcivescovo Nicola Margiotta; nominato delegato arcivescovile ad Ostuni e protonotario apostolico da Giovanni XXIII, promosse alacremente l'impegno sociale dei cattolici.
Nel 1976 fu eletto vescovo di Melfi e Rapolla e di Venosa da Paolo VI. Durante il terremoto dell'Irpinia del 1980 fu in prima linea nell'aiutare le popolazioni disagiate.
Nel 1981 Giovanni Paolo II lo promosse alla sede vescovile di Oria, dove si insediò il 31 ottobre. Nel 1992 fu nominato presidente della Caritas Italiana, venendo riconfermato in tale ruolo nel 1995 e ricoprendolo fino alla morte, che lo raggiunse nel 1997.
Da presidente della Caritas si trovò a fronteggiare la crisi dei Balcani dei primi anni '90, gestendo in maniera eccezionale sia gli aiuti nei paesi dell'est che l'accoglienza in Puglia dei profughi. Fondamentale il suo impegno, da vescovo di Oria, nella lotta contro il fenomeno del caporalato, responsabile di molte vittime nel territorio brindisino. Sotto il suo episcopato e grazie al suo interessamento, nel 1992 la cattedrale di Oria fu elevata a basilica pontificia.

## Genealogia episcopale e successione apostolica
La genealogia episcopale è:
- Cardinale Scipione Rebiba
- Cardinale Giulio Antonio Santori
- Cardinale Girolamo Bernerio, O.P.
- Arcivescovo Galeazzo Sanvitale
- Cardinale Ludovico Ludovisi
- Cardinale Luigi Caetani
- Cardinale Ulderico Carpegna
- Cardinale Paluzzo Paluzzi Altieri degli Albertoni
- Papa Benedetto XIII
- Papa Benedetto XIV
- Papa Clemente XIII
- Cardinale Marcantonio Colonna
- Cardinale Giacinto Sigismondo Gerdil, B.
- Cardinale Giulio Maria della Somaglia
- Cardinale Carlo Odescalchi, S.I.
- Cardinale Costantino Patrizi Naro
- Cardinale Lucido Maria Parocchi
- Papa Pio X
- Papa Benedetto XV
- Papa Pio XII
- Cardinale Carlo Confalonieri
- Cardinale Corrado Ursi
- Vescovo Armando Franco

La successione apostolica è:
- Arcivescovo Giovan Battista Pichierri (1991)
- Arcivescovo Domenico Caliandro (1993)